# Aprostocetus vassolensis
Aprostocetus vassolensis är en stekelart som beskrevs av Graham 1987. Aprostocetus vassolensis ingår i släktet Aprostocetus och familjen finglanssteklar. Inga underarter finns listade i Catalogue of Life.